# Temelucha nigerrima
Temelucha nigerrima là một loài tò vò trong họ Ichneumonidae.